# Gamgi
Flu (hangul: 감기; rr: Gamgi; bra: A Gripe) é um filme sul-coreano de desastre médico de 2013 escrito e dirigido por Kim Sung-su, sobre um surto de uma cepa mortal de H5N1 que mata suas vítimas em 36 horas, jogando o distrito de Bundang em Seongnam, que tem uma população de quase meio milhão de pessoas, no caos. É estrelado por Jang Hyuk, Soo Ae e Park Min-ha.

## Elenco
- Jang Hyuk como Oh Ji-goo[8][9][10]
- Soo Ae como Kim In-hae[11][12][13][14]
- Park Min-ha como Kim Mi-reu[15]
- Yoo Hae-jin como Bae Kyung-ub
- Lee Hee-joon como Ju Byung-ki
- Cha In-pyo como o Presidente da Coreia do Sul
- Ma Dong-seok como Jeon Gook-hwan
- Kim Ki-hyeon como o Primeiro-ministro da Coreia do Sul
- Lee Sang-yeob como Ju Byung-woo
- Park Hyo-joo como Professora Jung
- Park Jung-min como Chul-gyo
- Boris Stout como Leo Snyder
- Kim Moon-soo como Dr. Yang
- Choi Byung-mo como Choi Dong-chi
- Jang Kyoung-yup como Sang-myung
- Andrew William Brand como Dr. Bill Beckman
- Lester Avan Andrada como Monssai[16]
- Jo Hwi-joon como Chan-woo
- Do Yong-goo como avô de Chan-woo
- Noh Gi-hong como chefe do centro de contágio
- Lee Dong-jin como nadador de resgate 1
- Lee Young-soo como cidadão na linha de fronteira
- Choi Jung-hyun como Forças Especiais de Prevenção
- Lee Sang-hyung como Forças Especiais de Defesa
- Kim Hyung-seok como residente do pronto-socorro 2
- Ham Jin-seong como trabalhador de ambulância
- Lee Seung-joon como policial na cena do acidente
- Yang Myung-heon como capitão na linha de fronteira
- Wayne W. Clark como general americano